# The Grand Tour (TV serija)
The Grand Tour je britanska humoristična avtomobilistična oddaja, ki jo vodijo Jeremy Clarkson, Richard Hammond in James May, producent pa je Andy Wilman.
Zamisel o oddaji je nastala ko so vsi štirje zapustili BBC-jevo avtomobilistično oddajo Top Gear z izhodiščnim dogovorom 36 epizod v treh letih. Epizode se za tiste, ki so kupili svoj račun na Amazon Prime, izdajajo tedensko.